# Sámiebeällodahkie/Samepartiet
Sámiebeällodahkie/Samepartiet är ett lokalt politiskt parti i Malå kommun.
Partiet var representerat i kommunfullmäktige mellan 1994 och 2006.

## Valresultat
| År   | Andel röster | Antal mandat |
| ---- | ------------ | ------------ |
| 1994 |              | 1 (av 31)    |
| 1998 | 3,8%         | 1 (av 31)    |
| 2002 | 2,6 %        | 1 (av 31)    |